# Лигустикум мутеллиновый
Лигу́стикум мутелли́новый (лат. Ligusticum mutellina) — вид растений семейства зонтичных. 

## Описание
Ароматное душистое многолетнее растение высотой от 10 до 50 см. Листья треугольные, трижды перистосложные, на длинных черешках. Соцветие - сложный зонтик с 7—15 лучами не имеет листочков обвёртки. 

## Распространение
Ареал охватывает Альпы, а также горы южной Европы и Центральной Европы. Предпочитает свежие почвы, пастбища, горные луга на высоте от 1 100 до 3 000 м над уровнем моря.

## Применение

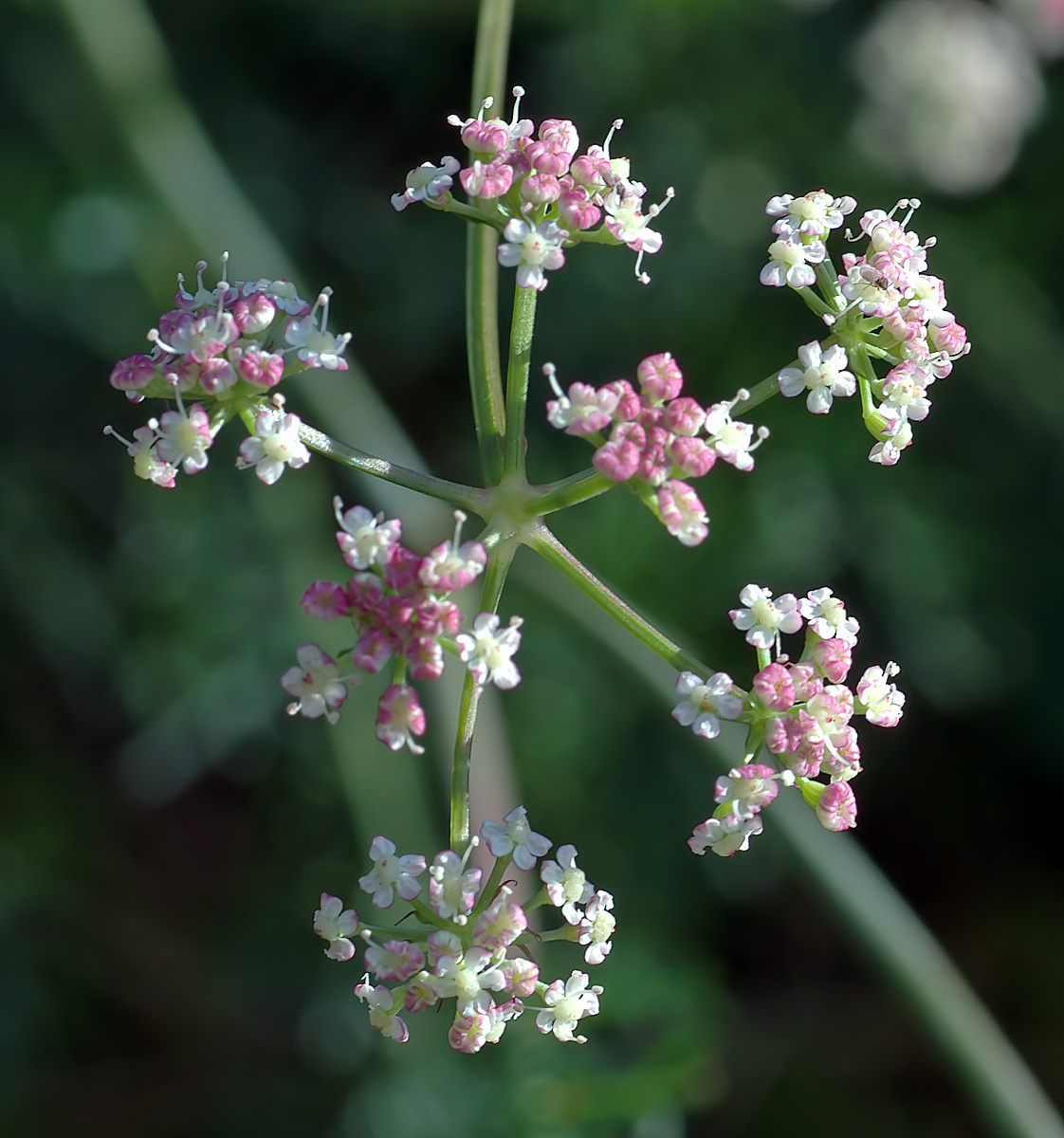
Соцветие вблизи

Применяют также как петрушку. Кроме того, растение используется в качестве приправы к сыру. Экстракт из корней является постоянной составной частью многочисленных ликёров из душистых трав и настоек.

## Кормовое растение
Лигустикум мутеллиновый является лучшим кормовым растением Альп. Молодые побеги богаты сырым белком и жирами. Для скота это хорошее кормовое и лекарственное растение. Оно способствует молочной производительности, согревает кишечник, помогает при коликах и простуде.

## Народная медицина
Ароматный корень интенсивно используется в народной медицине при вздутиях, запорах, болезнях печени, почек и мочевого пузыря, а также при многочисленных женских заболеваниях. 